# 锑化铟
锑化铟（InSb）是一种由铟（In）和锑（Sb）元素组成的金屬間化合物，可由铟和锑兩種單質高溫反應製得。锑化铟是一种半导体材料，廣泛應用於紅外探測器製備、紅外線導引导弹制导和红外天文学等領域。锑化铟於1951年首次被發現。